# 山村正夫
山村 正夫（やまむら まさお、1931年3月15日 - 1999年11月19日）は日本のミステリー作家。大阪府生まれ。名古屋市出身。

## 経歴
名古屋市立東白壁尋常小学校入学と同時に、毎日作文を一篇書く英才教育を母親から受けノート10冊くらいになる。2年の時、父親のNHK職員の仕事のため東京へ転居する。大井第一小学校で作文が高い評価を受け、少年倶楽部懸賞に応募し何回か入選する。東京都立多摩中学校へ入学する。
1944年春、高知県高岡郡新居村へ軍事疎開し、高知県立海南中学校へ転校する。中学2年の時、猛暑での過酷な軍事教練で体を壊し、1年間休学する。この間、友人となった家の、世界文学全集、大衆文学全集、江戸川乱歩全集、探偵小説全集などを読みふける。この頃、習作の怪奇幻想的な小説小編を書きつづり、冒険小説『骸骨島』の原稿用紙をまとめた冊子を作る。
敗戦後に、休学を特例取消しで東京へ戻り復学する。東京都の居住制限により、愛知県名古屋市へ移転し、愛知県立第一中学校に転校し、友人と同人誌「玩具」を発行する。新制高校に変更の愛知県立旭丘高校を卒業。名古屋外語専門学校英語科（現南山大学）を卒業する。
専門学校在学中の17歳で執筆した『二重密室の謎』が、翌年1949年推理小説誌「宝石」に掲載されデビュー。その一方で演劇部長となり、学生演劇にものめりこむ。卒業後、1952年上京して、高木彬光のアシスタントと文京出版の月刊少年雑誌「譚海」探偵王」などに短編を書く。一方で劇団文学座舞台技術研究生となる。この頃、探偵作家クラブに20代のただ一人の会員となり、会長の江戸川乱歩に近侍する。
1953年作家の丹羽文雄に師事し、純文学の勉強をする。文学座演出助手になるが、1954年退座する。文京出版が倒産して生活資金のため、1957年から1962年まで内外タイムス社に記者として勤務し、都内の警察回りを経て、警視庁記者クラブ詰めで捜査第1課と捜査第3課を事件記者として担当し、待機の合間に執筆する。その後は専業作家として伝奇ミステリー小説中心に執筆し、新人作家を育て、51年間長く作家として活動する。（以上）
代表作に『湯殿山麓呪い村』など。日本推理作家協会理事長、日本ペンクラブ理事などを歴任。
推理小説の研究にも熱心でミステリーの古典をトリック中心に分類して一般向けクイズ形式とした『トリック・ゲーム』などの著作もある。
若き時代からデビューし、多くの作家と交流をもったため、回顧録『推理文壇戦後史』全4巻は、推理小説の歴史についての貴重な資料となっている。
特技は将棋で四段の腕前だった。
1999年、多臓器不全により死去。享年68。

## 小説教室
カルチャーセンターなどでの小説教室の指導者として多数の人材を輩出したことでも、文学史にその名を留めている。
1968年または1969年に青山学院大学推理小説研究会の顧問格を務め、菊地秀行、風見潤、竹河聖、津原泰水らを指導。後に1962年または1963年より「講談社フェーマススクール・エンタテイメント小説作法教室」に委嘱を受け主任講師を務め、南原幹雄、多岐川恭らの講師とともに、宮部みゆき、新津きよみ、羽太雄平らを指導。
その休校後に1989年「小説家入門 山村教室」を主宰し、篠田節子、鈴木輝一郎（以上”フェーマス”から継続）、矢口敦子、室井佑月、久保田滋、牧南恭子、上田秀人、海月ルイなどを輩出し、1999年逝去後に「山村正夫記念小説講座」へ継承された。

## 受賞
- 1977年 日本推理作家協会賞 『わが懐旧的探偵作家論』

## 著書
- 曲り角の眼 同光社出版 1959
- 拳銃の歌 光風社 1961
- 刑事拳銃38 光風社 1961 のち春陽文庫
- 歪んだ太陽 光風社 1962 のち春陽文庫
- 奇形の鏡 青樹社 1963
- 怪人くらやみ殿下 朝日ソノラマ 1969 のち文庫
- まぼろしの魔境ムー 朝日ソノラマ 1970 のち文庫
- キミのオツムをテストするぼくらの探偵大学 朝日ソノラマ 1971 「読者への挑戦」文庫
- ぼくらの探偵大学クイズ特集 続 朝日ソノラマ 1972 「あなたが名探偵・殺人トリック!」にちぶん文庫
- ボウリング殺人事件 サンケイノベルス 1972
- ぼくらの探偵大学 正続、3－4 朝日ソノラマ 1973-1974
- 推理文壇戦後史 ミステリーブームの軌跡をたどる 正続続々 双葉社 1973-1980 のち文庫
- 陰画のアルバム 産報ノベルス 1973 のち徳間文庫
- ぼくらの探偵・トリック教室 日本文芸社（すぐに役にたつ少年百科シリーズ） 1973
- 裂けた背景 双葉ノベルス 1975 のち春陽文庫、講談社文庫
- 球型の殺意 角川文庫 1975
- わが懐旧的探偵作家論 幻影城 1976（幻影城評論研究叢書） のち双葉文庫
- 名探偵紳士録 ごま書房 1977.3（ゴマブックス）
- SOS東京 インタナル出版部 1977.2
- 断頭台 異常残酷ミステリー カイガイ出版部 1977.7（カイガイ・ノベルス） のち角川文庫
  - 断頭台／疫病 日下三蔵編 竹書房文庫 2020.7 - 角川文庫版を元に短編を追加した増補版
- 振飛車殺人事件 立風書房 1977.2 のち徳間文庫
- 落日の墓標 春陽文庫 1977.3
- 華麗なる戯れ 春陽文庫 1978.6
- 遥かなる死の匂い 無頼先生犯罪カルテ2 春陽文庫 1978.10
- 湯殿山麓呪い村 角川書店 1980.9 のち文庫
- 悪人狩り 春陽文庫 1980.8
- 墓場に国境はない 春陽文庫 1982.6
- 陸奥こけし殺人事件 講談社ノベルス 1982.11 のち文庫
- 変身刑事 角川ノベルズ 1983.2 のち文庫、「達人警部」桃園文庫
- 赤い呪いの鎮魂花 角川ノベルズ 1983.7 のち文庫
- 魔性の猫 群雄社出版 1983.7 のち角川文庫
- 本州縦断殺人旅行 双葉ノベルス 1984.6 のち文庫
- 危険な疑惑 光風社ノベルス 1984.9 「三食昼寝死体つき」祥伝社（ノン・ポシェット）
- 大道将棋殺人事件 双葉ノベルス 1985.9
- 吸血鬼は眠らない 中央公論社 1985.12 (C novels) のち文庫
- 殺人レッスン休講中 キャンパス・ギャル探偵ノート 実業之日本社 1985.3 (Joy novels) のち光文社文庫
- 死体化粧人 異色推理疑惑の遺体メモ 講談社ノベルス 1985.5 のち文庫
- セクシー・ギャル殺人事件 犯人当てミステリー 大谷羊太郎共著 サンケイノベルス 1985.7
- 死人島の呪い雛 角川ノベルズ 1985.7 のち文庫
- 逃げ出した死体 光文社文庫 1985.9
- 悪夢の寄木細工 光風社ノベルス 1985.11
- 怨霊参り 角川文庫 1985.10
- 怪奇標本室 双葉文庫 1986.4
- 逆立ちした死体 光文社文庫 1986.9
- 殺意の記念碑 有楽出版社 1986.10 「悪い虫」祥伝社（ノン・ポシェット）
- 忍者探偵秘湯へ行く 祥伝社 1987.7（ノン・ポシェット）
- 恐怖の葬列 光風社ノベルス 1987.2 のち角川文庫
- 十和田殺人湖畔 光文社 1987.7（カッパ ノベルス） のち文庫
- 死人に口なし女に目あり OL探偵ハッスル事件メモ 双葉ノベルス 1987.9 のち文庫
- 鬼ガ島地獄絵殺人 角川文庫 1987.12
- 太り過ぎた死体 光文社文庫 1987.12
- 災厄への招待 光風社ノベルス 1987.9 のち角川文庫
- 奥能登呪い絵馬 角川文庫 1988.11
- ミステリー同好会殺人事件 青樹社 1988.7 (Big books)
- 死の花は島に散る 中央公論社 1988.3 (C novels)
- 死神の女 ケイブンシャ文庫 1988.6
- 平家谷殺人行 実業之日本社 1988.7 (Joy novels) 「悪霊七大名所の殺人」祥伝社（ノン・ポシェット）
- 空白の断層 青樹社 1989.6 (Big books)
- 卑弥呼暗殺 ケイブンシャ文庫 1989.6
- 異端の神話 山村正夫自選戦慄ミステリー集2 新芸術社 1989.5
- 幻夢展示館 山村正夫自選戦慄ミステリー集1 新芸術社 1989.5
- 推理文壇戦後史 ミステリーブームの軌跡をたどる4 双葉社 1989.6
- 死影の祭り 青樹社 1989.5 (Big books)
- 妖狐伝説殺人事件 光文社 1989.11（カッパ・ノベルス） のち文庫
- 霊界予告殺人 講談社 1989.12
- 転職刑事 S・R・S犯罪レポート 桃園新書 1990.5 「嵌められた死体」祥伝社（ノン・ポシェット）
- 抱きついた死体 光文社文庫 1990.9
- 泣きっ面に殺人 変身刑事 角川ノベルズ 1990.2 「変身刑事2」桃園文庫
- 怒濤に眠れ 青樹社 1990.2 (Big books)
- 死霊谷の呪い館 双葉ノベルス 1990.12 のち文庫
- 死体の証言 推理作家と法医学者が聞き出す 死者が語る隠されたドラマ 異色対談集 上野正彦 素朴社 1990.12 のち光文社文庫
- 阿蘇安徳伝説の殺人 火の里の陵 中央公論社 1990.11 (C novels)
- 忍者探偵女忍と対決 祥伝社 1991.7（ノン・ポシェット）
- 変身刑事誘惑ハンター 角川ノベルズ 1991.7
- 丹後半島鬼駒殺人 酒呑童子伝説の謎 講談社ノベルス 1991.7 のち文庫
- 東京-盛岡双影殺人 徳間文庫 1991.8
- 美貌に呪いあれ 楊貴妃渡来伝説殺人事件 ベストセラーズ 1991.12
- 古代諏訪生贄伝説殺人 講談社ノベルス 1992.2 「生贄伝説殺人事件」文庫
- 赤ん坊になった死体 光文社文庫 1992.9
- 転職刑事 S・R・S犯罪レポートパート2 桃園新書 1992.11
- 忍者探偵とインド大魔術団 祥伝社 1992.6（ノン・ポシェット）
- 花火御輿殺意の焔 フォト探偵奇祭アルバム 実業之日本社 1992.7 (Joy novels)
- 加賀友禅愛憎殺人 トクマ・ノベルズ 1993.12
- 越前一乗谷呪い殺人 講談社ノベルス 1993.2
- 殺人ウォッチング 離婚夫婦探偵 桃園新書 1994.2 のち文庫
- 幻の戦艦空母「信濃」沖縄突入 講談社ノベルス 1994.3 のち文庫
- 夜這いする死体 光文社文庫 1994.10
- 恐怖のアルバム 出版芸術社 1994.11（ふしぎ文学館）
- 人魚伝説 角川ホラー文庫 1995.8
- 密室の罠 離婚夫婦探偵 桃園新書 1995.8
- 「大和」突入超奇襲作戦 世紀の米旗艦空母ジャック トクマ・ノベルズ 1996.3
- 季節はずれの殺人 板前探偵包丁推理 実業之日本社 1996.1 (Joy novels)
- 暴走殺人 でんでんむし探偵 桃園新書 1996.9
- 恐怖の花束 祥伝社 1996.9（ノン・ポシェット）
- 魔女の呪い島殺人 中央公論社 1997.3 (C novels)
- 奇妙な棺 でんでんむし探偵2 桃園新書 1998.11
- わが懐旧のイタ・セクスアリス 小説作法・小説教室 KSS出版 1998.11

## 脚本
- 私だけが知っている 1957
- スーパージェッター 1965 TBS系アニメーション
- 遊星少年パピイ 1965 フジテレビ系アニメーション。「吉倉正一郎」名義の共同原作者
- スカイヤーズ5 1966 TBS系アニメーション

## 翻訳
- 黄色いへやの秘密 ガストン・ルルー 秋田書店（世界の名作推理全集） 1973
- Yの悲劇 エラリー・クイーン 秋田書店（世界の名作推理全集） 1973
- アクロイド殺害事件 アガサ・クリスティ 秋田書店（世界の名作推理全集） 1973

## 映像化作品

### 映画
- 『青い街の狼』 原作名:不明（光風社刊）、日活、1962年、監督：古川卓巳[7]

## アンソロジー
- 血の12幻想 エニックス 2000.5　のち講談社文庫 2002.4　「吸血蝙蝠」
- THE 密室（2014年8月 有楽出版社　/　2016年10月　実業之日本社文庫）「降霊術」